# Café Bourbon

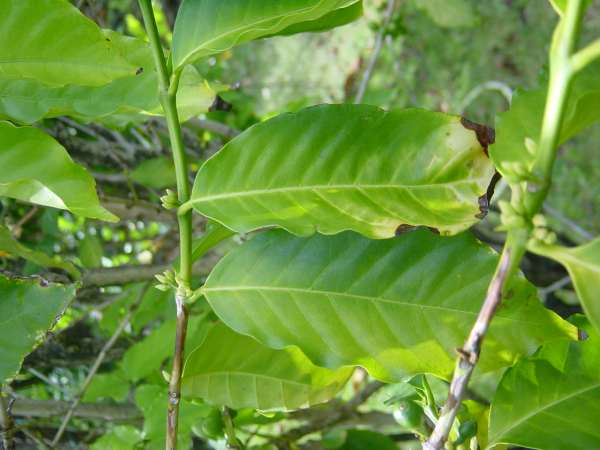
Feuilles du café Bourbon, originaire de La Réunion.

Le café Bourbon est un type de café produit à partir d'un cultivar du caféier d'Arabie.

## Histoire
Le café Bourbon fut produit pour la première fois à La Réunion, une île de l'océan Indien qui était connue sous le nom d'île Bourbon avant 1789. Plus tard, il fut amené par les Français sur le continent africain et en Amérique latine, ce qui lui a permis de devenir l'un des deux arabicas les plus cultivés au monde, l'autre étant le café Typica.
En 1715, la Compagnie des Indes orientales charge Guillaume Dufresne d'Arsel d’implanter à La Réunion des plants de Moka, via la troisième des expéditions de Moka. Il reçoit l'ordre royal par le navire L'Auguste, le 27 juin ,. Dès septembre 1715, six plants de Moka, offerts cette fois par le sultan du Yémen, sont ensemencés à Saint-Paul de la Réunion, sous l'autorité du gouverneur de La Réunion Antoine Desforges-Boucher. La compagnie des Indes orientales organise la production, l'achat de graines, construit des greniers et des routes. Elle offre des concessions gratuites à tout colon de 15 à 60 ans acceptant d'entretenir 100 plants de café. 
Faute de main d'œuvre suffisante, le café n'est cultivé en quantités importantes sur l'île de La Réunion qu'à partir de 1726. En 1704, elle ne comptait que 734 habitants. En 1754, c'est 17 000, après le recours à la Traite négrière. Dans une lettre au ministre de la Marine du 27 avril 1728, le gouverneur de La Réunion Pierre-Benoît Dumas s'enthousiasme : " On ne peut rien voir de plus beau que les plantations de café qui se multiplient à l'infini. Cette île sera dans peu capable d'en fournir au-delà de la consommation du royaume ". 
La variété « Café Bourbon » fut notamment consommée par Honoré de Balzac. C'est ainsi que dans Ursule Mirouët un personnage sert du café Moka « mélangé de café Bourbon et de café Martinique brûlé, moulu, fait par lui-même dans une cafetière d'argent, dite à la Chaptal ».

## Production
Le café Bourbon est généralement cultivé entre 1 000 et 2 000 mètres d'altitude. Il permet une récolte de 20 à 30 % supérieure à celle obtenue à partir du Typica, mais la qualité du produit final est similaire.

## Variétés dérivées
Le Skybury australien est lui-même une variété du café Bourbon, tout comme le Bourbon pointu, désormais le café le plus cher au monde.
C'est également le cas du Mundo novo, un cultivar robuste et productif obtenu par croisement avec une variété de Sumatra.
Le Caturra est une mutation naturelle de la variété Bourbon. Elle a été découverte sur une plantation dans l'état de Minas Gerais au Brésil entre 1915 et 1918.
Le Bourbon Jaune (Yellow Bourbon), est une mutation de la variété Bourbon, découverte au Brésil, pour la première fois en 1930, dans une ferme près de la ville de Pederneiras,.